# Geoffrey Ridel
Geoffrey Ridel († 20. oder 21. August 1189 in Winchester) war ein anglonormannischer Geistlicher. Von 1162 bis 1173 war er königlicher Kanzler, danach war er Bischof von Ely.

## Herkunft
Über die genaue Herkunft von Geoffrey Ridel, über seine Jugend und seine Ausbildung ist nichts bekannt. Er war wahrscheinlich ein Großneffe des königlichen Richters Geoffrey Ridel. Damit wäre er mit dessen Enkel, dem namensgleichen Geoffrey Ridel, einem Grundbesitzer aus Northamptonshire verwandt gewesen. Nach einer vor Mai 1173 ausgestellten Urkunde war er auch mit Galiena, einer Tochter von William Blund verwandt. Als diese Robert de Lisle heiratete, übergab sie Ridel Grundbesitz in Exning in Suffolk. 

## Kanzler von König Heinrich II.

### Aufstieg zum Kanzler
Ridel galt als selbstbewusst und ehrgeizig. Unter Thomas Becket, der ab 1155 königlicher Kanzler war, gehörte Ridel zu den führenden Beamten der königlichen Kanzlei. Als Belohnung erhielt er mehrere geistliche Pfründen, darunter 1161 die Einkünfte der Kirche von Woolpit in Suffolk. 1162 wurde Becket Erzbischof von Canterbury und legte sein Amt als Kanzler nieder. Sein Nachfolger wurde Ridel, der zur Belohnung Anfang 1163 zum Archidiakon von Canterbury ernannt wurde. 

### Rolle im Konflikt mit Thomas Becket
Nachdem sich König Heinrich II. und sein früherer Kanzler Becket überworfen hatten, unterstützte Ridel als loyaler Beamter den König gegen seinen Amtsvorgänger. 1164 vertrat Ridel den König vor der Kurie. Am 15. August 1166 wandte er sich zugunsten des Königs wieder an Papst Alexander III. 1169 drängte er den französischen König Ludwig VII., den im französischen Exil lebenden Becket aus Frankreich zu vertreiben. Daraufhin wurde er von Becket am Himmelfahrtstag 1169 exkommuniziert. Diese kirchliche Sanktion wurde am 1. September 1169 in Bur-le-Roi von den beiden päpstlichen Nuntien Vibiano und Graziano befristet aufgehoben. Nachdem ein erneuter Versuch, den König und Becket auszusöhnen, gescheitert war, wurde die Exkommunikation Ridels im Oktober 1169 erneuert, da er den König bei den Verhandlungen zuungunsten Beckets beeinflusst hätte. Dennoch machte Ridel weiter Karriere im Dienst des Königs. Vor September 1165 wurde er Baron of the Exchequer, Ende 1169 königlicher Richter und im gleichen Jahr Verwalter der vakanten Diözese Ely. Dabei blieb er ein erbittertet Gegner Beckets, der ihn in Anspielung seines Amtes als Archidiakon als Archdevil bezeichnete. Selbst bei den Verhandlungen im Juli 1170 in Fréteval, die zum zwischenzeitlichen Ausgleich zwischen dem König und dem Erzbischof führten, opponierte er weiter gegen Becket. Nachdem Becket anschließend nach England zurückgekehrt war, bestand Ridel im Oktober 1170 auf seine Besitzungen, die ihm als Archidiakon von Canterbury zustanden. Zusammen mit Erzbischof Roger von York und den Bischöfen Gilbert von London und Jocelin von Salisbury verkündete er dem jungen Heinrich, den unlängst zum König gekrönten Sohn Heinrichs II., dass Becket ihn absetzen wolle. Im Dezember 1170 erreichte er, dass der junge Heinrich Becket nicht empfing. Ridel war beim König in der Normandie, als Becket am 29. Dezember 1170 von Rittern des Königs ermordet wurde. Ridels Feindschaft mit Becket führte dazu, dass die Chronisten Roger von Hoveden und Nigel of Canterbury ihn bis zuletzt negativ bewerteten.

## Bischof von Ely

### Wahl zum Bischof
Bis Sommer 1171 blieb Ridel beim König in Frankreich. Zwei Jahre später, um den 1. Mai 1173 wurde Ridel zum Bischof von Ely gewählt. Gegen diese Wahl erhob der junge Heinrich Einspruch beim Papst, wobei er Ridel der Mitschuld an Beckets Ermordung und weiterer Vergehen beschuldigte. Bischof Gilbert of London setzte sich dagegen bei Richard of Dover, dem Nachfolger Beckets als Erzbischof von Canterbury, für die Wahl Ridels ein. Richard of Dover weihte schließlich am 6. Oktober 1174 in Canterbury Ridel zusammen mit anderen neu gewählten Bischöfen, darunter Richard of Ilchester zum Bischof. Am 13. Oktober wurde Ridel in Ely inthronisiert. 

### Bischof im Dienst des Königs
Als Bischof legte Ridel seine bisherigen geistlichen Ämter sowie das Amt des königlichen Kanzlers nieder. Er setzte den Neubau der Kathedrale von Ely fort. Während seiner Amtszeit wurde der später wieder umgebaute westliche Teil mit dem markanten Westturm errichtet. Dazu nahm er verschiedene Dekorationen der Kathedrale, darunter am Schrein der heiligen Etheldreda vor.
Vor allem stand Ridel jedoch oft weiterhin aktiv im Dienst des Königs. Vom 11. bis 18. Mai 1175 nahm er an der Provinzialsynode von Westminster teil. Am 6. Oktober 1175 bezeugte er den Vertrag von Windsor, den Heinrich II. mit dem irischen König Ruaidhrí Ua Conchobair schloss. Während einer Synode in Westminster vom 14. bis 18. März 1176 verteidigte er gegenüber Erzbischof Roger von York das Primat von Canterbury so vehement, dass der Erzbischof ihn eines tätlichen Angriffs bezichtigte. Vor dem König musste Ridel am 15. August in Winchester schwören, dass er den Erzbischof nicht tätlich angegriffen hatte. Im Juli 1176 nötigte er Kardinal Vibiano, der durch England nach Schottland unterwegs war, den Schwur ab, dort nicht die Rechte der englischen Krone zu verletzen. Ende 1176 begleitete er zusammen mit Erzbischof Richard von Dover die Königstochter Johanna, die zu ihrer Hochzeit mit König Wilhelm II. von Sizilien reiste, bis nach Saint-Gilles in der Provence. Vor Weihnachten 1176 war er wieder in England, wo ihm der König die Honour of Eye übergab. Im Januar 1177 gehörte er zu den Prälaten, die der König mit der Umwandlung des Kollegiatstiftes Waltham in ein Augustinerpriorat beauftragte. Danach begleitete er Erzbischof Richard von Dover, als dieser als Gesandter zu Graf Philipp I. von Flandern reiste. Im März 1177 bezeugte er die Schlichtung Heinrichs II., mit der dieser einen Streit zwischen den Königen Alfons VIII. von Kastilien und Sancho VI. von Navarra beilegte. Im Juni sandte ihn der König zum jungen König Heinrich und zum französischen König Ludwig VII. Am 12. Juli 1177 war er wieder beim König in Stansted, ebenso Weihnachten 1178 in Winchester.

### Richter im Dienst des Königs
Neben diesen häufigen Diensten als königlicher Gesandter diente Ridel dazu weiter als Richter. 1179 wurde er zusammen mit Bischof Richard of Ilchester und anderen Richtern beauftragt, die königliche Gerichtsbarkeit in ganz England zu überprüfen. Dabei bereiste Ridel die Midlands. Zwischen 1180 und 1185 diente er häufig in Westminster als Richter am Curia Regis oder als Baron of the Exchequer. Im Februar 1182 ernannte ihn der König zu einem seiner Testamentsvollstrecker. Am 5. September 1186 war Ridel Zeuge der Hochzeit des schottischen Königs Wilhelm I. mit Ermengarde de Beaumont in Woodstock, und am 14. September nahm er an der königlichen Ratsversammlung in Marlborough teil. Weihnachten 1186 war er am Königshof in Guildford.

## Tod
Anfang 1189 leitete Ridel noch eine Gerichtsreise durch Lincolnshire, Derbyshire und Cambridgeshire, dazu nahm er 4. Juni am Treffen von Heinrich II. mit dem französischen König Ludwig VII. in La Ferté-Bernard teil. Vor dem Tod von Heinrich II. am 6. Juli war er wieder in England. Er war bereits krank, als er dem neuen König Richard I. nach Winchester entgegenzog. Noch vor der Krönung Richards starb er dort. Er wurde in der Kathedrale von Ely beigesetzt. Da er kein Testament hinterlassen hatte, fiel sein Vermögen, darunter £ 3200 in bar sowie Schmuck, Pferde, Kleidung und Vorräte an den König. Als sein Nachfolger William de Longchamp am 6. Januar 1190 inthronisiert wurde, wurde festgestellt, dass Ridels Grab geöffnet und sein Bischofsring gestohlen worden war. 